# Kościół Bożego Ciała w Strzelcach Opolskich
Kościół Bożego Ciała – rzymskokatolicki kościół filialny należący do parafii św. Wawrzyńca w Strzelcach Opolskich.

## Historia

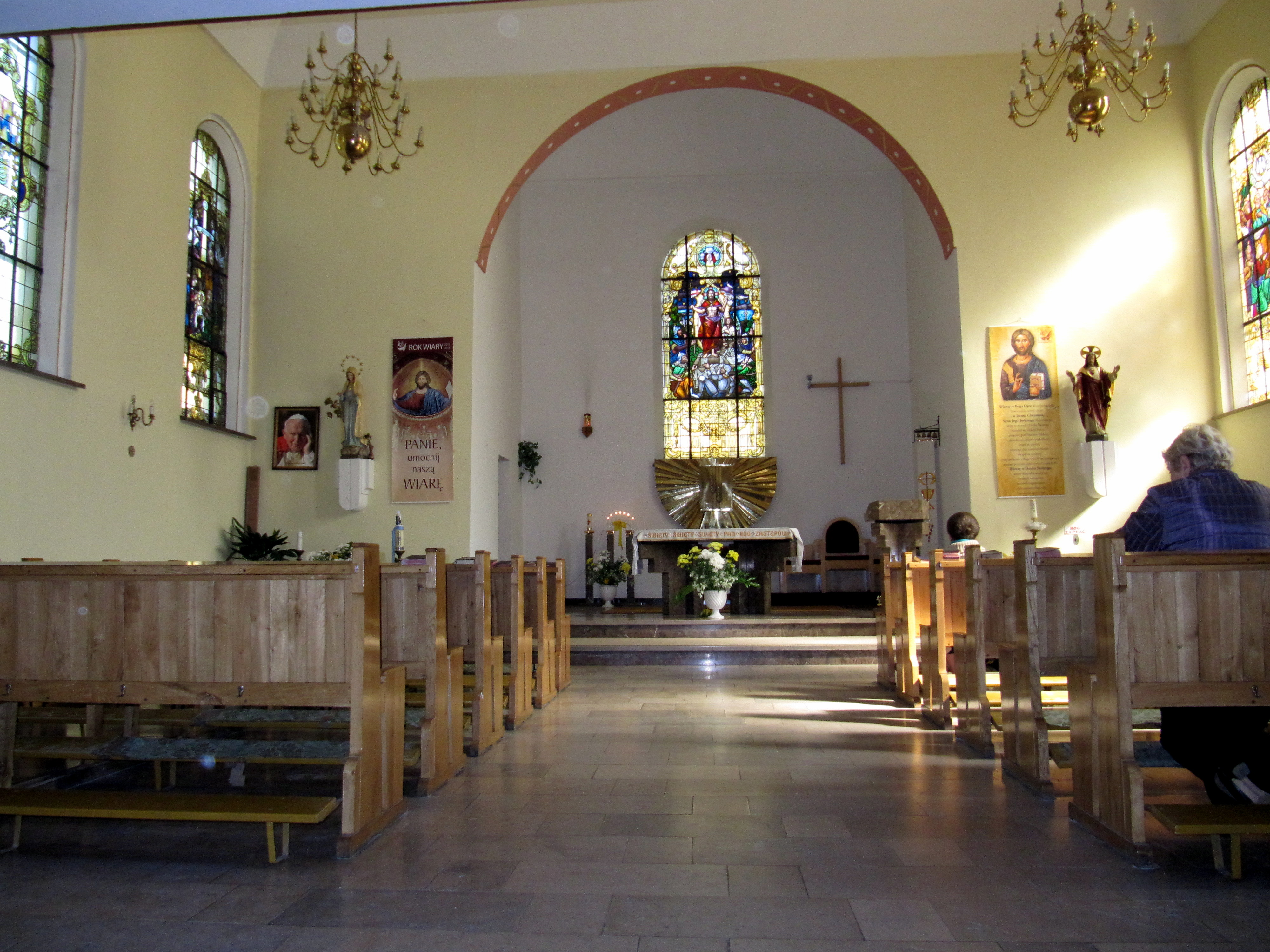
Wnętrze kościoła

Jest to dawna świątynia protestancka wzniesiona w latach 1825-1826 według projektu Ernesta Samuela Friebla. Wieża została dobudowana około 1888 roku. Do końca lat 70. XX wieku kościół użytkowali luteranie. W 1982 roku świątynia została przekazana na rzecz parafii rzymskokatolickiej św. Wawrzyńca. W latach 1982–1985 wnętrze kościoła zostało generalnie wyremontowane w celu przystosowania budowli do liturgii rzymskokatolickiej.
Świątynia została uroczyście poświęcona jako Kościół rzymskokatolicki w 1985 roku. Nad głównym wejściem znajduje się napis w języku łacińskim: Venite - Adoremus.